# Smith River (California)
Smith River es un lugar designado por el censo ubicado en el condado de Del Norte en el estado estadounidense de California. En el año 2010 tenía una población de 866 habitantes.

## Geografía
Smith River se encuentra ubicado en las coordenadas 41°55′26.24″N 124°8′36.72″O / 41.9239556, -124.1435333.